# Daniela Dahn

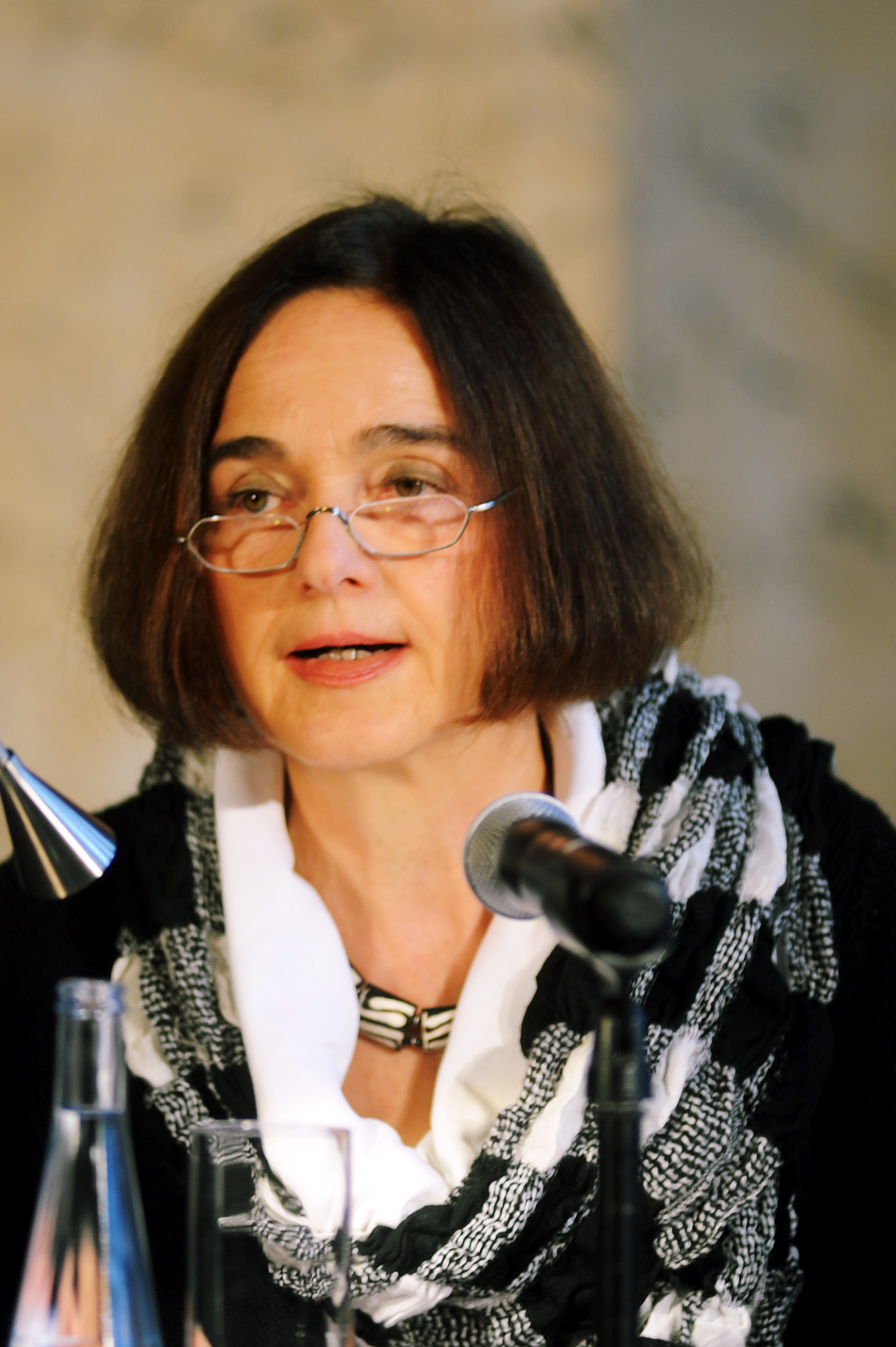
Daniela Dahn im Jahr 2012

Daniela Dahn, geb. Daniela Gerstner, auch Daniela Zimmer, (* 9. Oktober 1949 in Ost-Berlin) ist eine deutsche Journalistin, Schriftstellerin und Publizistin.

## Leben
Daniela Dahn  ist eine Tochter des Journalisten Karl-Heinz Gerstner und der Bühnenbildnerin (DEFA) und Modejournalistin Sibylle Boden-Gerstner, Gründerin der DDR-Modezeitschrift Sibylle. Ihre jüngere Schwester war Sonja Gerstner. Im Alter von neun Jahren übernahm sie unter ihrem Geburtsnamen Daniela Gerstner die Hauptrolle im DEFA-Kinderfilm Ein ungewöhnlicher Tag. Sie studierte bis 1973 an der Sektion Journalistik in Leipzig und war danach als Fernsehjournalistin beim Jugendfernsehen und dem Wirtschaftsmagazin Prisma tätig. 1981 kündigte sie, „um nicht die Selbstachtung zu verlieren“. Seit 1982 arbeitet sie als freie Autorin.
Dahn war 1989 eine der Mitbegründerinnen der DDR-Oppositionsgruppe Demokratischer Aufbruch. Später zog sie sich nach dessen Annäherung an die CDU daraus zurück.  Sie war Mitglied der Untersuchungskommission zu den Polizeiübergriffen vom 7. und 8. Oktober 1989 in Berlin.
Dahn unternahm mehrere Vortragsreisen in die USA und hielt Vorlesungen an verschiedenen Universitäten.
Die PDS stellte Dahn 1998 als einen ihrer zwei Kandidaten für das Amt des Verfassungsrichters in Brandenburg auf; im Dezember verfehlte sie im Brandenburger Landtag aber die erforderliche Zwei-Drittel-Mehrheit. Ursprünglich war in der SPD die Kandidatur Dahns begrüßt worden, jedoch kamen unter anderem aus der damaligen SPD-Fraktion bald zahlreiche Vorwürfe. Ihr wurde der Vorwurf gemacht, die Waldheimer Prozesse verharmlost zu haben. Regierungschef Manfred Stolpe (SPD) sprach sich hingegen für Dahn aus.
Daniela Dahn veröffentlicht in der zweiwöchentlich erscheinenden Zeitschrift Ossietzky (benannt nach Carl von Ossietzky), deren Mitherausgeberin sie ist.
Im April 2022 gehörte Daniela Dahn zu den Unterzeichnerinnen eines offenen Briefes, in welchem Bundeskanzler Olaf Scholz aufgefordert wurde, im Zuge des russischen Überfalls auf die Ukraine der Ukraine keine Waffen zu liefern sowie die Regierung in Kiew zu ermutigen, den militärischen Widerstand zu beenden.
Sie ist Erstunterzeichnerin des im Februar 2023 verfassten Manifestes für Frieden, das rund 900.000 Mal (Stand: Januar 2024) unterschrieben wurde.

## Mitgliedschaften und Funktionen
Sie ist Mitglied der Schriftstellervereinigung PEN und gehört dem Beirat der Humanistischen Union an. Daneben war Dahn Mitherausgeberin der Wochenzeitung der Freitag und Unterstützerin der überwachungskritischen Datenschutzdemonstration Freiheit statt Angst. Sie ist stellvertretende Vorsitzende des Willy-Brandt-Kreises und Mitglied der internationalen Untersuchungskommission „Grundrechte und Globalisierung“. Ihr Ehemann Joochen Laabs war 1999 bis 2001 Vizepräsident des PEN-Zentrums Deutschland.
Sie ist Mitglied des Wissenschaftlichen Beirats der IALANA und Mitglied in der Christa-Wolf-Gesellschaft.
Sie gehörte zum Unterstützerkreis der Sammlungsbewegung Aufstehen und gehört gemeinsam mit Peter Brandt, Michael Brie, Antje Vollmer, Dieter Klein, Ingo Schulze und Gabi Zimmer der Gruppe Neubeginn an.

## Privates
Daniela Dahn ist mit dem Schriftsteller Joochen Laabs verheiratet. Ihre gemeinsame Tochter ist die Regisseurin Laura Laabs.

## Auszeichnungen
- Goethe-Preis der Stadt Berlin (1988);
- Theodor-Fontane-Preis des Bezirks Potsdam (1988) für den Film Liane;
- Kurt-Tucholsky-Preis für literarische Publizistik (1999);[12][13]
- Louise-Schroeder-Medaille der Stadt Berlin (2002)[14]
- Ludwig-Börne-Preis (2004);[15]

## Werke
- Prenzlauer Berg-Tour. Mitteldeutscher Verlag Halle/Leipzig 1987, ISBN 978-3-354-00139-8. Neuausg. Rowohlt Verlag, Berlin 2001. ISBN 978-3-87134-430-5
- Wir bleiben hier oder Wem gehört der Osten. Politisches Sachbuch, Reinbek 1994, ISBN 978-3-499-13423-4
- Westwärts und nicht vergessen. Vom Unbehagen in der Einheit. Essay. Berlin 1996, ISBN 3-499-60341-1
- Vertreibung ins Paradies. Unzeitgemäße Texte zur Zeit. Essays. Reinbek 1998, ISBN 3-499-22379-1
- In guter Verfassung. Wieviel Kritik braucht die Demokratie? Essay und Dokumentation, Reinbek 1999, ISBN 3-499-22709-6
- Wenn und Aber. Anstiftungen zum Widerspruch. Essays. Reinbek 2002, ISBN 3-499-61458-8
- Demokratischer Abbruch, Von Trümmern und Tabus. Essays, Reinbek 2005, ISBN 3-499-61973-3
- Wehe dem Sieger! Ohne Osten kein Westen. Rowohlt, Hamburg 2009, ISBN 978-3-498-01329-5
- Wir sind der Staat! Rowohlt, Hamburg 2013, ISBN 978-3-498-01333-2
- Der Schnee von gestern ist die Sintflut von heute. Die Einheit – eine Abrechnung. Rowohlt, Hamburg 2019, ISBN 978-3-499-00104-8
- Denken, was eigentlich nicht geht. Daniela Dahn über den Film Zeitschleifen nach dreißig Jahren. In: Leuchtkraft – Journal der DEFA-Stiftung, Onlineveröffentlichung 2020, abrufbar als PDF (S. 93–98) von DEFA-Stiftung, zuletzt abgerufen am 28. Dezember 2020.
- zusammen mit Antje Vollmer et al.: Neubeginn. Aufbegehren gegen Krise und Krieg. Eine Flugschrift. VSA Verlag, Hamburg 2022, ISBN 978-3-96488-138-0.
- Im Krieg verlieren auch die Sieger. Nur der Frieden kann gewonnen werden. Rowohlt, Hamburg 2022, ISBN 978-3-499-01174-0
- mit Rainer Mausfeld: Tamtam und Tabu. Meinungsmanipulation von der Wendezeit bis zur Zeitenwende. 260 Seiten, aktualisierte und erweiterte Neuauflage, Westend, Frankfurt am Main 2022, ISBN 978-3-86489-915-7.
- Der Schlaf der Vernunft. Über Kriegsklima, Nazis und Fakes. Rowohlt, Hamburg 2024, ISBN 978-3-499-01658-5.

## Filme
- Aufbruch zur Macht – Angela Merkel und der Demokratische Aufbruch, rbb/Zeitzeugen TV. 2005.
- Tamtam und Tabu., Zeitzeugen TV. 2021.